# Paratragon tragonoides
Paratragon tragonoides là một loài bọ cánh cứng trong họ Cerambycidae.